# Пархоменківська сільська рада
Пархоменківська сільська рада — сільська рада у Краснодонському районі Луганської області з адміністративним центром у селі Пархоменко.
Сільській раді підпорядковані також села Берегове, Іллівка, Кружилівка, Новокиївка, Огульчанськ, Хорошилове і Хрящівка.
Адреса сільської ради: 94450, Луганська обл., Краснодонський р-н, с. Пархоменко, вул. Леніна, 12а.

## Населені пункти
Населені пункти, що відносяться до Пархоменківської сільської ради.
| № | Назва       | Тип  | Рік заснування | Площа км² | Населення (2001), ос. |
| - | ----------- | ---- | -------------- | --------- | --------------------- |
| 1 | Пархоменко  | село | 1660           | 3,971     | 1470                  |
| 2 | Берегове    | село | 1978           | 0,531     | 12                    |
| 3 | Іллівка     | село | 1951           | 0,912     | 20                    |
| 4 | Кружилівка  | село | 1759           | 2,303     | 199                   |
| 5 | Новокиївка  | село | 1951           | 0,692     | 114                   |
| 6 | Огульчанськ | село | 1951           | 0,635     | 757                   |
| 7 | Хорошилове  | село | 1951           | 0,501     | 31                    |
| 8 | Хрящівка    | село | 1951           | 3,375     | 27                    |

## Керівний склад попередніх скликань
| ПІБ                           | Основні відомості                                                         | Дата обрання | Дата звільнення |
| ----------------------------- | ------------------------------------------------------------------------- | ------------ | --------------- |
| Семенцов Микола Олександрович | Сільський голова, 1956 року народження, освіта вища, член Партії регіонів | 31.10.2010   |                 |
| Семенцов Микола Олександрович | Сільський голова, 1956 року народження, освіта вища, член Партії регіонів | 26.03.2006   | 31.10.2010      |

Примітка: таблиця складена за даними джерела 